# Încapsulare (informatică)
În rețelele de computere, prin încapsulare se înțelege includerea datelor de la un protocol de nivel înalt la un protocol de nivel mai jos. Vezi și conceptul OSI.